# Caramoan
Caramoan é um município de  segunda classe de renda municipal (d) na província Camarines Sul, nas Filipinas. De acordo com o censo de 1 de maio  de  2020 possui uma população de 51 728 pessoas e 11 570 domicílios.